# 郭嘉宁
郭嘉宁是中央广播电视总台主持人。

## 生平
郭嘉宁毕业于四川师范大学。郭嘉宁曾是河南电视台都市频道《食客准备着》，《打鱼晒网》栏目主持人。2021年7月16日，郭嘉宁入选中央广播电视总台主持人名单。

## 家庭
妻子杨新颖是河南卫视女主持人。